# Église d'Yli-Ii
L'église d'Yli-Ii (finnois : Yli-Iin kirkko) est une église située dans le  quartier d' Yli-Ii à Oulu en Finlande,.

## Présentation
L'église d'Yli-I est conçue par l'architecte Yrjö Sadeniemi. 
Les églises luthériennes de Pelkosenniemi et celle de Suojärvi en Carélie du Ladoga ont été construites à peu près selon les mêmes plans. 
L'église en bois avec la tour supérieure de Yli-Ii est de style néoclassique.
Le retable, représentant le Christ en croix, est peint par Aukusti Koivisto, un artiste d'Oulu.
L'orgue actuel à 12 jeux, est livré en 1984 par la fabrique d'orgue Tuomi de Sotkamo.

## Galerie

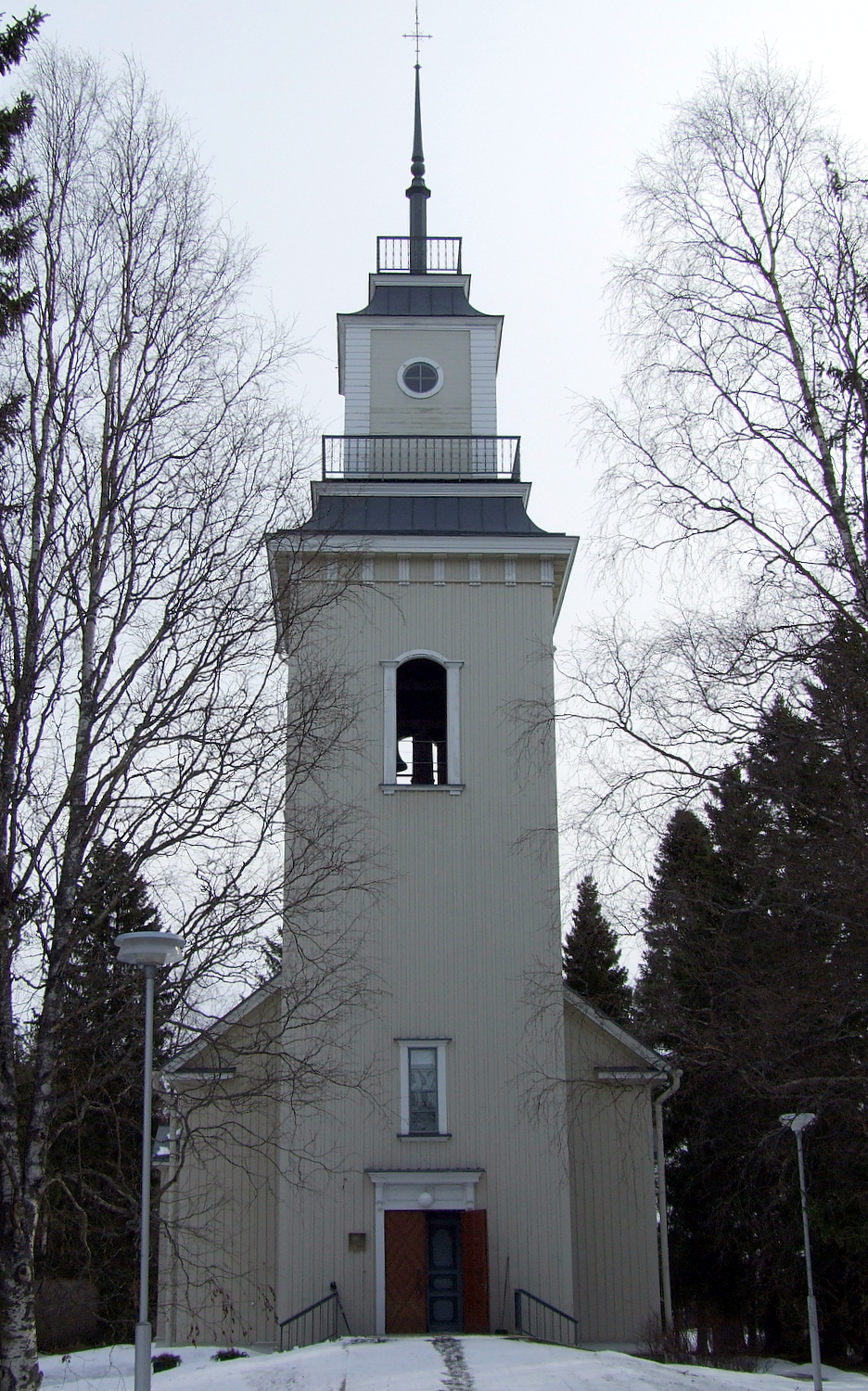
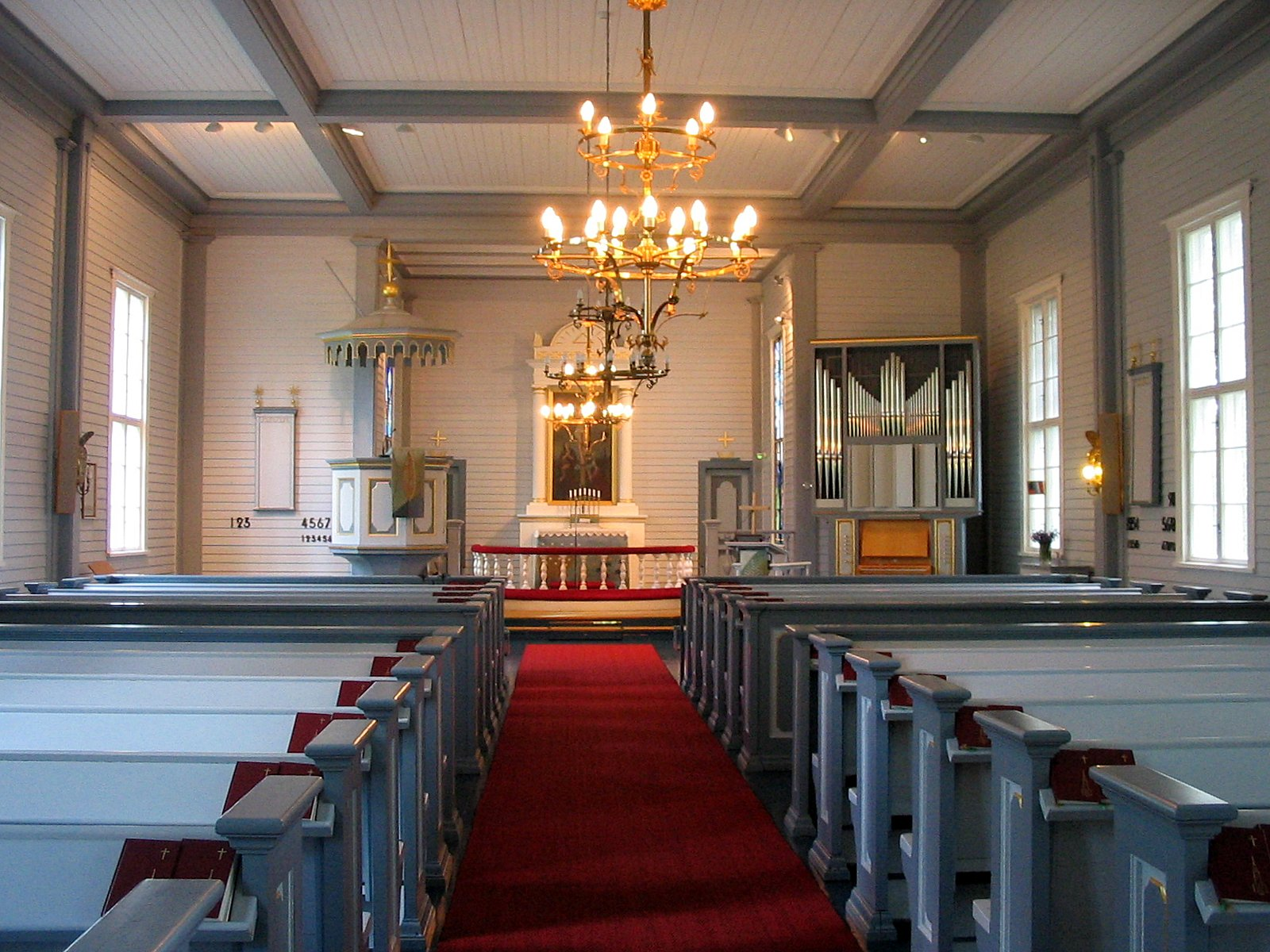